# アルセン・ガルスチャン
アルセン・ゾライェヴィチ・ガルスチャン（ロシア語: Арсен Жораевич Галстян, ラテン文字転写: Arsen Zhorayevich Galstyan、アルメニア語: Արսեն Ժիրայրի Գալստյան、1989年2月19日 - ）は、ロシアの柔道選手。アルメニアのタヴシュ地方出身。階級は60kg級。身長170cm。得意技は足車。2013年現在はクバン大学に在学している。

## 人物
父親がプロのサッカー選手だったこともあり、アルメニアにいた頃は兄弟とよくサッカーをしていた。一方、当時は柔道の存在自体を知らなかった。しかし、ロシアのアディゲ共和国のギアジンスカヤに移住すると、アディゲはロシアでも有数の柔道の拠点地域だったこともあって、柔道と出会うことになった。最初は退屈に思えたものの、投げを決めているうちにすぐに魅了された。そして、その後の恩師であるイゴール・ロマノフとも知り合うことになった。
2008年の世界ジュニアで優勝を飾った。2009年のヨーロッパ選手権でも優勝した。2010年の世界選手権では準々決勝で日本の平岡拓晃に腕挫十字固で破るものの、準決勝でウクライナのゲオルグリー・ザンタラヤの大外刈で敗れ3位にとどまった。2011年1月のワールドマスターズでは決勝でウズベキスタンのリショド・ソビロフの横捨身技で敗れて2位となり、8月の世界選手権は7位だった。2012年1月のワールドマスターズでは決勝で再びソビロフと対戦して合技で破り、昨年の雪辱を果たした。同年のロンドンオリンピックでは決勝戦で平岡と対戦し開始41秒の外巻込で破り、金メダルを獲得した。なお、オリンピックで優勝したことにより400万ルーブル（約1000万円）の報奨金及びマンション1室とベンツ1台が贈られることとなった。2014年秋からは66kg級に階級を変更している。2016年のヨーロッパ選手権では3位だった。

## 主な戦績
- 2007年 - フランスジュニア国際 3位
- 2007年 - ヨーロッパジュニア 優勝
- 2008年 - 世界ジュニア 優勝
- 2009年 - ヨーロッパ選手権 優勝
- 2009年 - グランドスラム・リオデジャネイロ 3位
- 2010年 - ワールドマスターズ 3位
- 2010年 - グランドスラム・リオデジャネイロ 3位
- 2010年 - グランドスラム・モスクワ 5位
- 2010年 - 世界選手権 3位
- 2010年 - グランプリ・アブダビ 2位
- 2010年 - グランプリ・青島 3位
- 2011年 - ワールドマスターズ 2位
- 2011年 - ヨーロッパ選手権 3位
- 2011年 - 世界選手権 7位
- 2012年 - ワールドマスターズ 優勝
- 2012年 - ロンドンオリンピック 優勝
- 2013年 - パンナムオープン・ブエノスアイレス 優勝
- 2013年 - ユニバーシアード 2位
- 2013年 - グランプリ・アブダビ 3位
- 2014年 - グランプリ・デュッセルドルフ 3位
- 2014年 - グランプリ・トビリシ 3位
- 2015年 - グランプリ・ブダペスト 3位
- 2015年 - グランプリ・ウランバートル 3位
- 2015年 - グランドスラム・アブダビ　2位
- 2016年 - ヨーロッパ選手権　3位
- 2016年 - グランドスラム・アブダビ　3位

(出典、JudoInside.com)。　